# 约翰·昆德拉
约翰·阿尔伯特·昆德拉（英語：John Albert Kundla，1916年7月3日—2017年7月23日），生于美国宾西法尼亚州斯达强克逊，前职业和大学篮球教练。

## 球员生涯
昆德拉大学期间是明尼苏达大学金囊地鼠篮球队（Golden gophers）的球员。

## 教练生涯
此后进入教练生涯，在明尼阿波利斯湖人队取得了极大的成功，创建了NBA联盟历史上第一个王朝，昆德拉带领着乔治·迈肯的湖人队六年里取得了五次总冠军。在明尼阿波利斯执教11年的库达尔取得了423胜和302负，胜率高达58.4%的成绩。在离开湖人后回到母校明尼苏达大学金囊地鼠篮球队擔任九个赛季的主教练。